# Turopolje

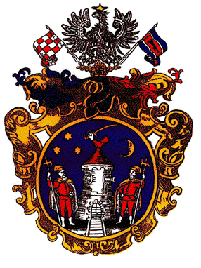
Vecchio stemma di Turopolje

Turopolje è una piccola regione della Croazia Centrale, situata tra la capitale Zagabria e Sisak. Il centro amministrativo della regione è la città di Velika Gorica.

## Panoramica
La regione di Turopolje fa parte della Regione di Brod e della Posavina, una regione a sud di Zagabria tra sponda destra del fiume Sava, a nord-est, e le colline Vukomeričke gorice a sud-ovest. Si estende attraverso una pianura alluvionale 45 km in lunghezza e fino a 23 km in larghezza. L'area della regione occupa una superficie di circa 600 km², con un'altitudine media di 110 m sul livello del mare. Turopolje è diviso in due parti dal fiume Odra e il suo affluente Lomnica.
Velika Gorica è il più grande centro abitato, ed è citata per la prima volta come Gorica nel 1228. Tra gli altri centri abitati Mraclin (fin dai tempi preistorici), Staro Cice (età del bronzo), Šćitarjevo (impero romano), Lukavec (con castello risalente al XV secolo), Lekenik, Vukojevac, Peščenica, Buševec, Ogulinec, Mraclin, Vukovina, Poljana Lekenička e Brežana Lekenička.
La frazione di Vukojevac è attualmente nel mezzo di una battaglia ambientale per reindirizzare l'autostrada proposta tra Zagabria e Sisak.
Il nome deriva dal croato e slavo parola Tur, vale a dire uro (Bos taurus primigenius), un tipo di bovini selvatici presenti nella zona durante il Medioevo.